# Çaydeğirmeni, Devrek
Çaydeğirmeni là một xã thuộc huyện Devrek, tỉnh Zonguldak, Thổ Nhĩ Kỳ. Dân số thời điểm năm 2011 là 4944 người.